# Elektra Lopez
Karissa Rivera (Condado de Bergen, 14 de maio de 1992) é uma lutadora profissional americana. Ela é mais conhecida pelo seu tempo na WWE, onde se apresentou sob o nome de ringue Elektra Lopez. Rivera também já se apresentou anteriormente para a Ring of Honor (ROH) sob seu nome verdadeiro.

## Início de vida
Karissa Rivera nasceu no Condado de Bergen, Nova Jérsei, em 14 de maio de 1992. Ela é filha do lutador porto-riquenho José Rivera, que competiu na WWE sob o nome de ringue Steve King de 1976 a 1984 e faleceu em 1998, quando ela ainda era jovem.

## Carreira na luta livre profissional

### WWE (2018–2019)
Rivera fez sua estreia no episódio de 14 de novembro de 2018 do NXT, perdendo para Lacey Evans. Ela retornou no ano seguinte, no episódio de 9 de abril do SmackDown Live!, sob o nome de ringue Karissa, competindo como uma das "The Brooklyn Belles" ao lado de Kris Statlander, em uma luta perdida contra as então campeãs de duplas femininas da WWE, The IIconics. Rivera também apareceu como a "ex-esposa" de Bobby Lashley durante um episódio do WWE Monday Night Raw.

### Ring of Honor (2019)
Rivera fez sua estreia na Ring of Honor no evento ROH Road To G1 Supercard - night 4, ao lado de Gabby Ortiz, onde enfrentaram Kris Statlander & Tasha Steelz e Jenny Rose & Sumie Sakai. No episódio de 27 de julho do Ring of Honor Wrestling, ela derrotou Sumie Sakai. No ROH Mass Hysteria, ela enfrentou Tasha Steelz e Angelina Love, mas perdeu. No episódio de 17 de agosto do Ring of Honor Wrestling, ela foi derrotada pela campeã mundial do Women of Honor, Kelly Klein, em uma luta sem o título em disputa.

### Retorno à WWE (2021–2025)
Em 22 de fevereiro de 2021, foi reportado que Rivera assinou com a WWE. Ela fez sua estreia no NXT no episódio de 22 de junho, sob o nome de Elektra Lopez, em uma luta contra Franky Monet. No episódio de 24 de agosto do NXT, Lopez se aliou ao Legado Del Fantasma, ajudando-os a vencer o Hit Row, estabelecendo-se como uma heel no processo. No episódio de 28 de setembro do NXT, Lopez derrotou B-Fab do Hit Row em uma luta sem desqualificação. Ela permaneceu com o Legado Del Fantasma até o episódio de 23 de agosto de 2022 do NXT, quando o grupo, exceto Lopez, deixou o programa. Quando o Legado Del Fantasma foi transferido para o SmackDown, Lopez foi substituída por Zelina Vega como manager do grupo.
No episódio de 3 de janeiro de 2023 do NXT, Lopez entrou no ringue e se juntou à altercação entre todas as lutadoras da divisão feminina. Enquanto isso acontecia, Roxanne Perez apareceu e confirmou que, na semana seguinte, haveria uma Battle Royal de 20 Mulheres, e a vencedora teria a oportunidade de disputar o Campeonato Feminino do NXT no NXT Vengeance Day, Na semana seguinte, no NXT New Year's Evil, Lopez participou da Battle Royal de 20 Mulheres para uma chance pelo Campeonato Feminino do NXT de Perez no NXT Vengeance Day, eliminando Thea Hail; no entanto, ela foi eliminada por Nikkita Lyons. Em 14 de abril, no episódio do NXT Level Up, ela fez sua primeira parceria com Lola Vice, mas perdeu para Katana Chance e Kayden Carter. No episódio de 13 de junho do NXT, Vice se aliou oficialmente a Lopez. A aliança delas terminou no episódio de 16 de janeiro de 2024 do NXT, quando Vice a eliminou de uma Battle Royal para determinar a desafiante número 1, e as duas então lutaram até os bastidores. No episódio de 23 de janeiro de 2024 do NXT, Lopez confrontou Vice durante um segmento do Supernova Sessions e a atacou, configurando uma luta para a semana seguinte. No episódio de 26 de janeiro de 2024 do SmackDown, Lopez interferiu em uma luta entre Santos Escobar e Carlito, ajudando Escobar a vencer e retornando ao Legado Del Fantasma no processo. No episódio de 30 de janeiro de 2024 do NXT, Lopez perdeu para Vice, sendo essa sua última luta e aparição no NXT. Em 7 de fevereiro de 2025, Lopez foi liberada da WWE.

## Títulos e prêmios
- Wrestling Superstar
  - WS Women's Championship (1 vez)
- World Xtreme Wrestling C4
  - WXW Diamond Division Championship (1 vez)[22]